# 레이 트워니 콤플렉스
레이 트워니 콤플렉스(Ray Twinney Complex)은 캐나다 온타리오주 뉴마켓에 위치한 실내 경기장이다. 과거 AHL 뉴마켓 세인츠의 홈경기장으로 사용했다.